# Frybread

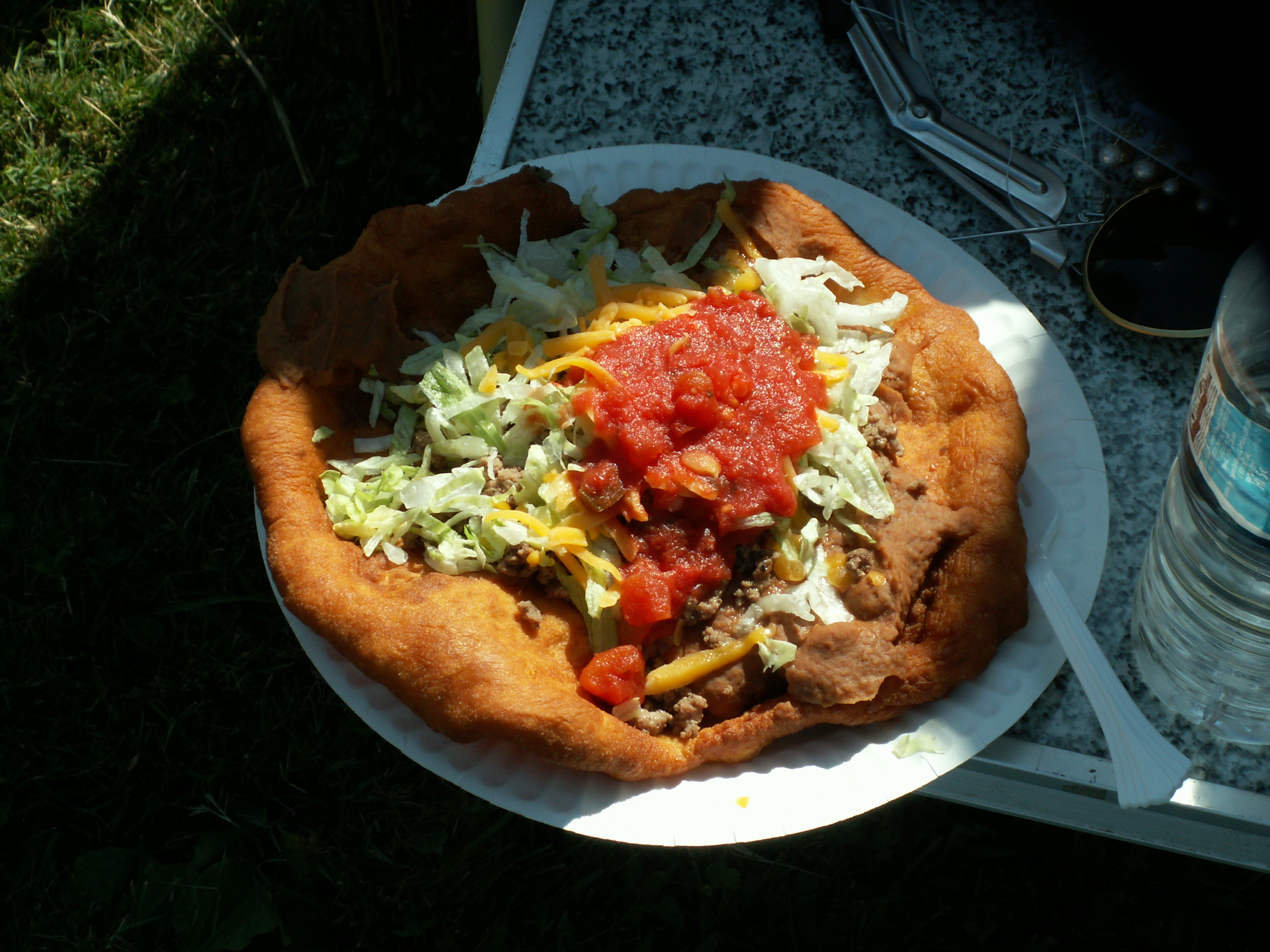
Un Indian taco.

Un frybread ou fried bread (littéralement « pain frit ») que l'on nomme également « bannique », est un plat des Premières Nations en Amérique du Nord. 
Le frybread est fait de pâte à pain sautée ou frit dans de l'huile.

## Ingrédients
- Farine
- Levure chimique
- Huile (ou graisse alimentaire ou saindoux)
- Sel

### Variantes
Garni avec des haricots, du bœuf haché ou du fromage râpé, il est parfois nommé Indian taco ou Navajo taco dans la réserve Navajo.
Lorsqu'il est sucré, ou servi avec une garniture sucrée comme du miel ou du sucre en poudre, le frybread est alors similaire à la queue de castor.

## Controverses
Depuis le milieu des années 1970, plusieurs associations tribales ont dénoncé le caractère importé et impérialiste du frybread (à l'origine, un plat des colons espagnols puis servi durant l'internement à Bosque Redondo) tout comme son caractère anti-diététique,. Des campagnes « Fry-Bread : No! » ont ainsi régulièrement été menées dans la réserve navajo même si le plat reste au menu de nombreux restaurants des états du Sud-Ouest nord-américain.